# 4th Infantry Division (USA)
4th Infantry Division är en amerikansk infanteridivision.

## Normandie
Divisionen deltog i Operation Overlord och landsteg på Utah Beach som första division på den stranden. Genom att landstigningen började först på Utah Beach kom divisionen att bli den första divisionen att landstiga i Frankrike. På grund av strömmar och begränsad sikt visade det sig att den första anfallsvågen hade landstigit cirka 1 800 m söder om den planerade strandremsan.